# Narodziny gwiazdy (ścieżka dźwiękowa)
Narodziny gwiazdy – oficjalna ścieżka dźwiękowa powstała do filmu pt. Narodziny gwiazdy z 2018 roku w reżyserii Bradleya Coopera. Album został wydany 5 października 2018 roku nakładem wytwórni Interscope Records. W celu promocji wydawnictwa jako pierwszy singel wydano utwór „Shallow”.
Album szczytował na listach najpopularniejszych albumów w 21 krajach, a jego łączna sprzedaż na całym świecie przekroczyła sześć milionów egzemplarzy. W Polsce krążek osiągnął 1 pozycję w notowaniu OLiS oraz osiągnął status dwukrotnie diamentowej płyty za sprzedaż 200 tysięcy egzemplarzy.
Narodziny gwiazdy otrzymały cztery nominacje do Nagrody Grammy w 2019 roku. Ostatecznie soundtrack otrzymał dwie statuetki w kategoriach Najlepsze wykonanie w duecie/zespole oraz Najlepsza piosenka napisana do filmu (oba za utwór „Shallow”).

## Lista utworów
| Nr  | Tytuł utworu                                | Autorzy                                                              | Produkcja                        | Długość |
| --- | ------------------------------------------- | -------------------------------------------------------------------- | -------------------------------- | ------- |
| 1.  | „Intro”                                     |                                                                      |                                  | 0:20    |
| 2.  | „Black Eyes” (Bradley Cooper)               | Bradley Cooper, Lukas Nelson                                         | Ronson, BloodPop, Gaga           | 3:03    |
| 3.  | „Somewhere Over the Rainbow” (Dialog)       | Harold Arlen, E.Y. Harburg, Claire Louise Whittleston                |                                  | 0:42    |
| 4.  | „Fabulous French” (Dialog)                  |                                                                      | Ronson, BloodPop, Gaga           | 0:19    |
| 5.  | „La Vie en rose” (Lady Gaga)                | Loiguy, Édith Piaf                                                   | Gaga, Brian Newman               | 2:59    |
| 6.  | „I'll Wait for You” (Dialog)                |                                                                      |                                  | 0:19    |
| 7.  | „Maybe It's Time” (Bradley Cooper)          | Jason Isbell                                                         | Cooper, Benjamin Rice, Gaga      | 2:39    |
| 8.  | „Parking Lot” (Dialog)                      |                                                                      |                                  | 0:31    |
| 9.  | „Out of Time” (Bradley Cooper)              | Cooper, Nelson                                                       | Cooper, Nelson                   | 2:52    |
| 10. | „Alibi” (Bradley Cooper)                    | Lady Gaga, Cooper, Nelson                                            | Gaga, Cooper, Nelson             | 3:03    |
| 11. | „Trust Me” (Dialog)                         |                                                                      |                                  | 0:32    |
| 12. | „Shallow” (Gaga & Cooper)                   | Gaga, Mark Ronson, Anthony Rossomando, Andrew Wyatt                  | Gaga, Rice                       | 3:35    |
| 13. | „First Stop, Arizona” (Dialog)              |                                                                      |                                  | 0:10    |
| 14. | „Music to My Eyes” (Gaga & Cooper)          | Gaga, Nelson                                                         | Nelson                           | 3:19    |
| 15. | „Diggin' My Grave” (Gaga & Cooper)          | Paul Kennerley                                                       | Ronson, Gaga                     | 3:57    |
| 16. | „I Love You” (Dialog)                       |                                                                      |                                  | 0:19    |
| 17. | „Always Remember Us This Way” (Lady Gaga)   | Gaga, Natalie Hemb, Hillary Lindsey, Lori McKenna                    | Dave Cobb, Gaga                  | 3:30    |
| 18. | „Unbelievable” (Dialog)                     |                                                                      |                                  | 0:28    |
| 19. | „How Do You Hear It?” (Dialog)              |                                                                      |                                  | 0:14    |
| 20. | „Look What I Found” (Lady Gaga)             | Gaga, Mark Nilan Jr., Nick Monson, Paul Blair, Nelson, Aaron Ratiere | Gaga, Nilan, Monson, Blair       | 2:55    |
| 21. | „Memphis” (Dialog)                          |                                                                      |                                  | 0:24    |
| 22. | „Heal Me” (Lady Gaga)                       | Gaga, Nilan, Monson, Blair, Julia Michaels, Justin Tranter           | Gaga, Nilan, Monson, Blair       | 3:16    |
| 23. | „I Don't Know What Love Is” (Gaga & Cooper) | Gaga, Nelson                                                         | Gaga, Nelson, Nilan, Monson      | 2:57    |
| 24. | „Vows” (Dialog)                             |                                                                      |                                  | 0:17    |
| 25. | „Is That Alright?” (Lady Gaga)              | Gaga, Nilan, Monson, Blair, Nelson, Aaron Raitiere                   | Gaga, Nilan, Monson, Blair       | 3:11    |
| 26. | „SNL” (Dialog)                              |                                                                      |                                  | 0:13    |
| 27. | „Why Did You Do That?” (Lady Gaga)          | Gaga, Diane Warren, Nilan, Monson, Blair                             | Gaga, Nilan, Monson, Blair       | 3:04    |
| 28. | „Hair Body Face” (Lady Gaga)                | Gaga, Nilan, Monson, Blair                                           | Gaga, Nilan, Monson, Blair, Rice | 3:22    |
| 29. | „Scene 98” (Dialog)                         |                                                                      |                                  | 0:35    |
| 30. | „Before I Cry” (Lady Gaga)                  | Gaga, Nilan, Monson, Blair                                           | Gaga, Nilan, Monson, Blair       | 4:18    |
| 31. | „Too Far Gone” (Bradley Cooper)             | Cooper, Nelson                                                       | Cooper, Nelson                   | 1:26    |
| 32. | „Twelve Notes” (Dialog)                     |                                                                      |                                  | 1:03    |
| 33. | „I’ll Never Love Again” (film version)      | Gaga, Hemby, Lindsey, Ratiere                                        | Gaga, Rice                       | 4:41    |
| 34. | „I’ll Never Love Again” (extended version)  | Gaga, Hemby, Lindsey, Ratiere                                        | Gaga, Rice                       | 5:28    |
|     |                                             |                                                                      |                                  | 1:10:01 |

## Notowania i certyfikaty
| Lista przebojów (2018-19)           | Najwyższa pozycja |
| ----------------------------------- | ----------------- |
| Australia (ARIA Charts)             | 1                 |
| Austria (Ö3 Austria Top 40)         | 2                 |
| Belgia (Ultratop Flandria)          | 1                 |
| Belgia (Ultratop Walonia)           | 4                 |
| Chorwacja (HDU)                     | 1                 |
| Czechy (ČNS IFPI)                   | 1                 |
| Dania (Album Top-40)                | 1                 |
| Finlandia (Suomen virallinen lista) | 5                 |
| Francja (SNEP)                      | 1                 |
| Hiszpania (PROMUSICAE)              | 2                 |
| Holandia (MegaCharts)               | 3                 |
| Irlandia (IRMA)                     | 1                 |
| Islandia (Tonlist)                  | 2                 |
| Japonia (Oricon)                    | 12                |
| Kanada (Billboard Canadian Albums)  | 1                 |
| Korea Południowa (Gaon Chart)       | 37                |
| Niemcy (Media Control Charts)       | 4                 |
| Norwegia (VG-lista)                 | 1                 |
| Nowa Zelandia (Recorded Music NZ)   | 1                 |
| Polska (OLiS)                       | 1                 |
| Portugalia (AFP)                    | 1                 |
| Słowacja (ČNS IFPI)                 | 1                 |
| Stany Zjednoczone (Billboard 200)   | 1                 |
| Szwajcaria (Alben Top 100)          | 1                 |
| Szwecja (Sverigetopplistan)         | 1                 |
| Węgry (MAHASZ)                      | 11                |
| Wielka Brytania (OCC)               | 1                 |
| Włochy (FIMI)                       | 4                 |

| Kraj                     | Certyfikat          | Sprzedaż   |
| ------------------------ | ------------------- | ---------- |
| Australia (ARIA)         | 3× Platynowa płyta  | 210 000+   |
| Austria (IFPI)           | 3x Platynowa płyta  | 45 000+    |
| Belgia (BEA)             | Złota płyta         | 15 000+    |
| Dania (IFPI)             | 6× Platynowa płyta  | 120 000+   |
| Francja (SNEP)           | Diamentowa płyta    | 500 000+   |
| Hiszpania (PROMUSICAE)   | Złota płyta         | 20 000+    |
| Kanada (Music Canada)    | 3x Platynowa płyta  | 210 000+   |
| Niemcy (BVMI)            | Platynowa płyta     | 200 000+   |
| Norwegia (IFPI Norway)   | 4x Platynowa płyta  | 80 000+    |
| Nowa Zelandia (RMNZ)     | 6× Platynowa płyta  | 90 000+    |
| Polska (ZPAV)            | 2× Diamentowa płyta | 200 000+   |
| Portugalia (AFP)         | Platynowa płyta     | 15 000+    |
| Singapur (RIAS)          | Platynowa płyta     | 10 000+    |
| Stany Zjednoczone (RIAA) | 2× Platynowa płyta  | 2 000 000+ |
| Szwajcaria (IFPI)        | Platynowa płyta     | 20 000+    |
| Wielka Brytania (BPI)    | 2x Platynowa płyta  | 600 000+   |
| Włochy (FIMI)            | 3x Platynowa płyta  | 150 000+   |
| Świat                    | —                   | 6 000 000+ |